# Nowa Sikorska Huta
Nowa Sikorska Huta este o arie protejată (sit de importanță comunitară — SCI) din Polonia întinsă pe o suprafață de 174,71 ha, integral pe uscat.

## Localizare
Centrul sitului Nowa Sikorska Huta este situat la coordonatele 54°11′43″N 18°05′31″E / 54.1952°N 18.0919°E.

## Înființare
Situl Nowa Sikorska Huta a fost declarat sit de importanță comunitară în octombrie 2009 pentru a proteja 3 specii de animale.

## Biodiversitate
Situată în ecoregiunea continentală, aria protejată conține 3 habitate naturale: Lacuri și iazuri distrofice naturale, Pajiști uscate europene, Mlaștini turboase de tranziție și turbării mișcătoare.
La baza desemnării sitului se află mai multe specii protejate:
- amfibieni (2): buhai de baltă cu burta roșie (Bombina bombina), triton cu creastă (Triturus cristatus)
- pești (1): Rhynchocypris percnurus